# Lago Gosaikunda
Il lago Gosaikunda (in nepalese: गोसाइँकँकुण्ड), scritto anche Gosainkunda e Gosain Kunda, è un lago alpino di acqua dolce oligotrofico nel parco nazionale del Langtang in Nepal, situato ad un'altitudine di 4380 m nel distretto di Rasuwa con una superficie di 13.8 ettari. Insieme ai laghi associati, il complesso dei laghi di Gosaikunda ha una superficie di 1 030 ettari ed è stato designato sito Ramsar il 29 settembre 2007.
Il lago rimane congelato per sei mesi in inverno, da ottobre a giugno; negli altri mesi si scioglie a formare il fiume Trishuli. Ci sono 108 laghi in questa zona, di piccole e medie dimensioni. Perifericamente si trova l'impegnativo passo Lauribina La, ad una altitudine di 4610 m.

## Significato religioso
L'area di Gosaikunda è stata delineata come sito religioso. La mitologia indù attribuisce Gosaikunda come dimora delle divinità indù Siva e Gauri. Le scritture indù Bhāgavata Purāṇa, Viṣṇu Purāṇa e le epopee Rāmāyaṇa e Mahābhārata si riferiscono a Samudra manthan, che è direttamente collegato all'origine di Gosaikunda. Le sue acque sono considerate sacre e di particolare importanza durante le feste di Gangadashahara e Janai Purnima, quando migliaia di pellegrini provenienti dal Nepal e dall'India visitano la zona.
Si ritiene che il lago Gosaikunda sia stato creato da Lord Siva quando ha spinto il suo Trishula (il santo Tridente) in una montagna per estrarre acqua in modo da poter raffreddare la sua gola pungente dopo aver inghiottito dell veleno.

## Turismo e trekking
Il lago Gosaikunda è un luogo di interesse significativo sul percorso di trekking Dhunche-Helambu. Questo trekking si affianca al famoso trekking della valle del Langtang nello stesso distretto. Entrambi i trekking possono essere combinati. La sistemazione di base è abbastanza facilmente disponibile. Le case da tè offrono una varietà di cibi e snack.
Il trekking verso il lago Gosaikunda inizia nel villaggio di Dhunche o Syaphru nel Langtang Himal, o nel Sundarijal nella valle di Katmandu. Quando si parte da Dhunche, il primo giorno prevede una lunga e costante salita per raggiungere il Chandan Bari a circa 3200 m. Il secondo giorno si può raggiungere Laurebinayak a circa 3700 m di altitudine. A questo punto, alcuni escursionisti scelgono di salire fino al lago Gosaikunda, anche se il mal di montagna è un problema in quanto la salita è piuttosto ripida. Molti escursionisti scelgono di soggiornare a Laurebinayak, che offre anche viste al tramonto e all'alba del Langtang e del Ganesh Himal. La discesa da Gosaikunda al villaggio Sundarijal dura circa quattro giorni e prevede una breve salita al passo Laurebina La a 4610 m, una rapida discesa a Phedi e poi a Ghopte. A seconda del ritmo, ci sono possibilità di soggiornare a Thadepati, Mangengoth, Kutumsang e in molti villaggi più in basso. I sentieri sono ben segnalati, tranne che tra Ghopte e Thadepati.

## Galleria d’immagini

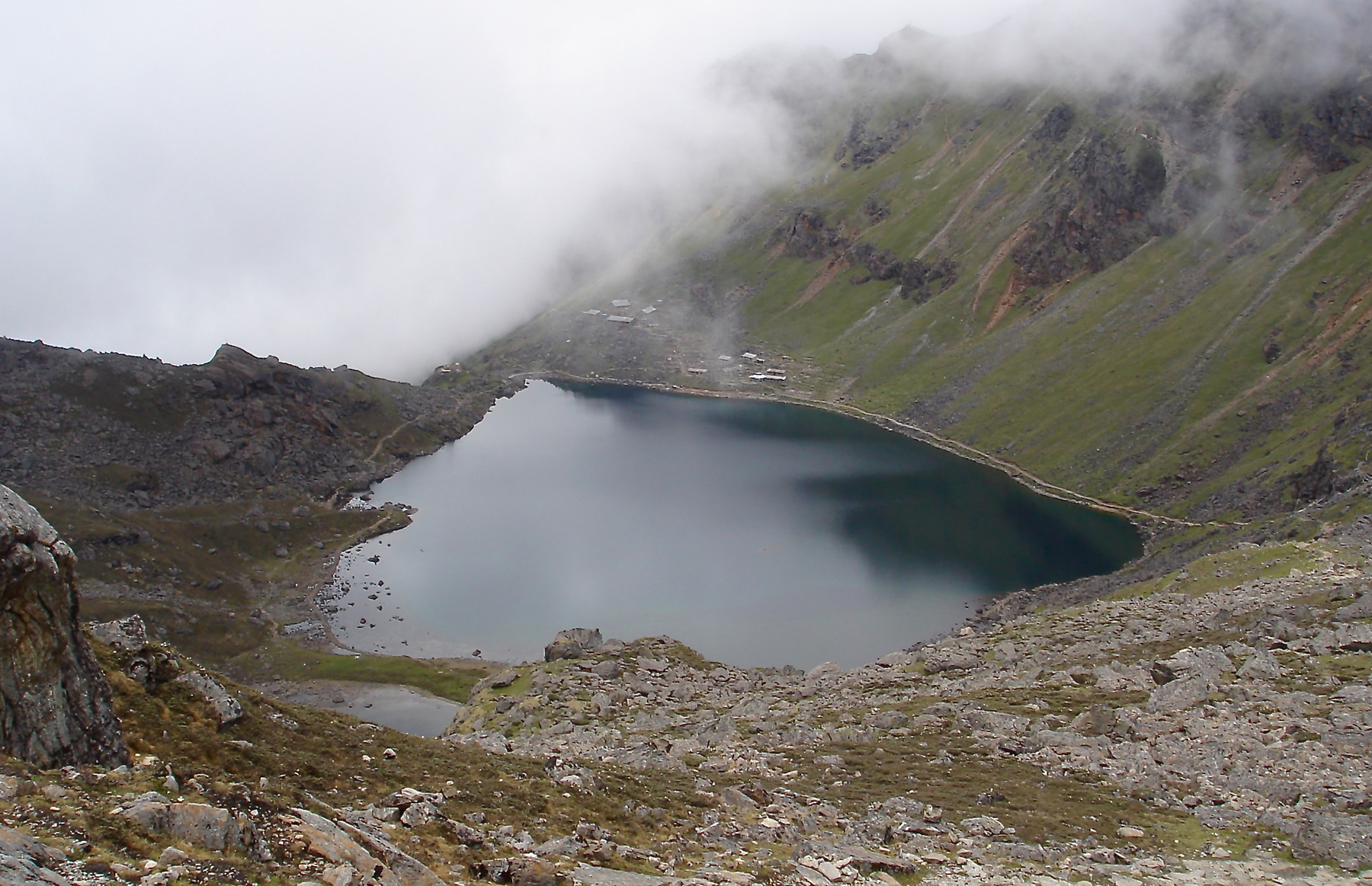
Lago Gosainkunda
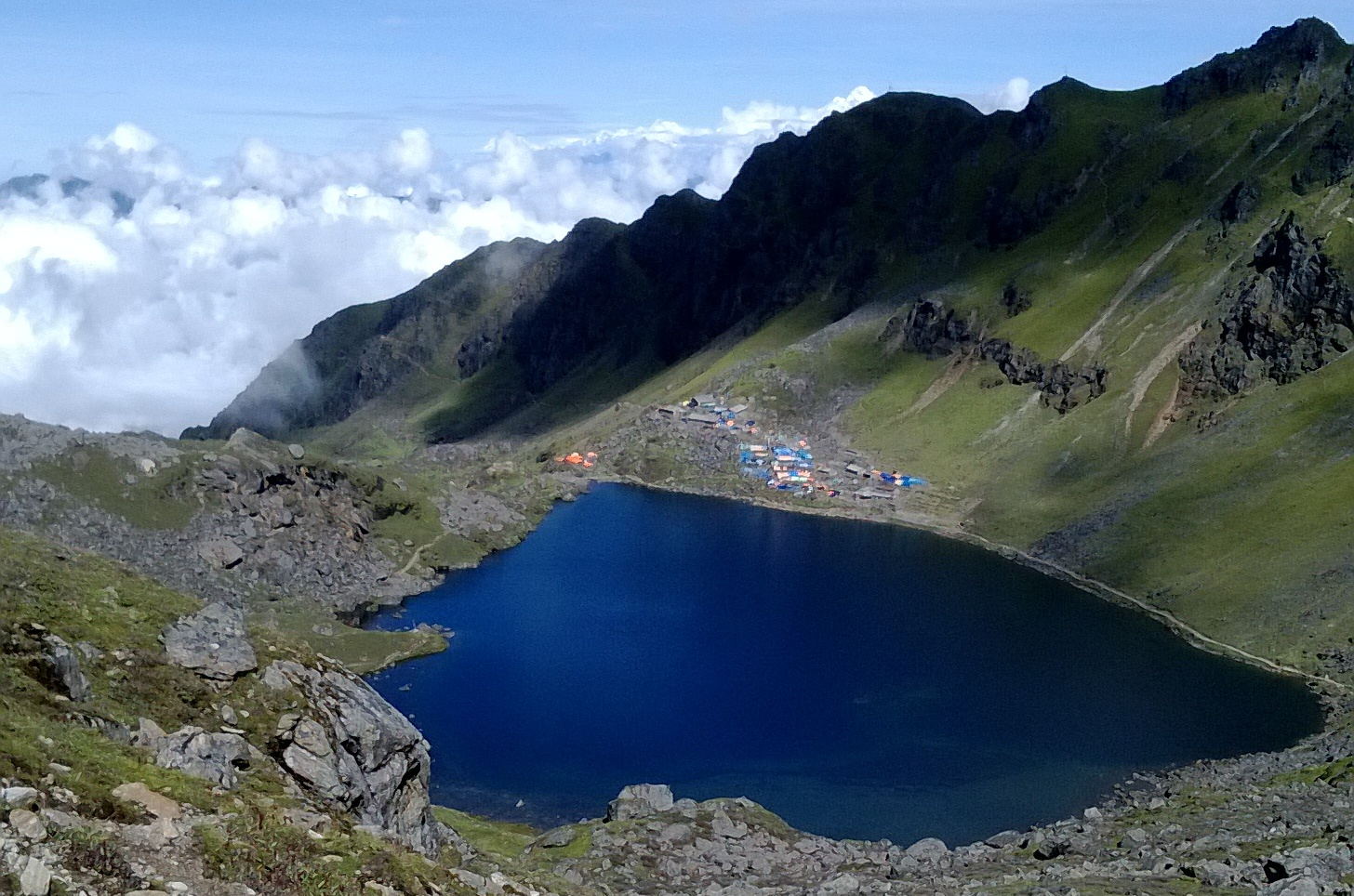
Lago Gosaikunda
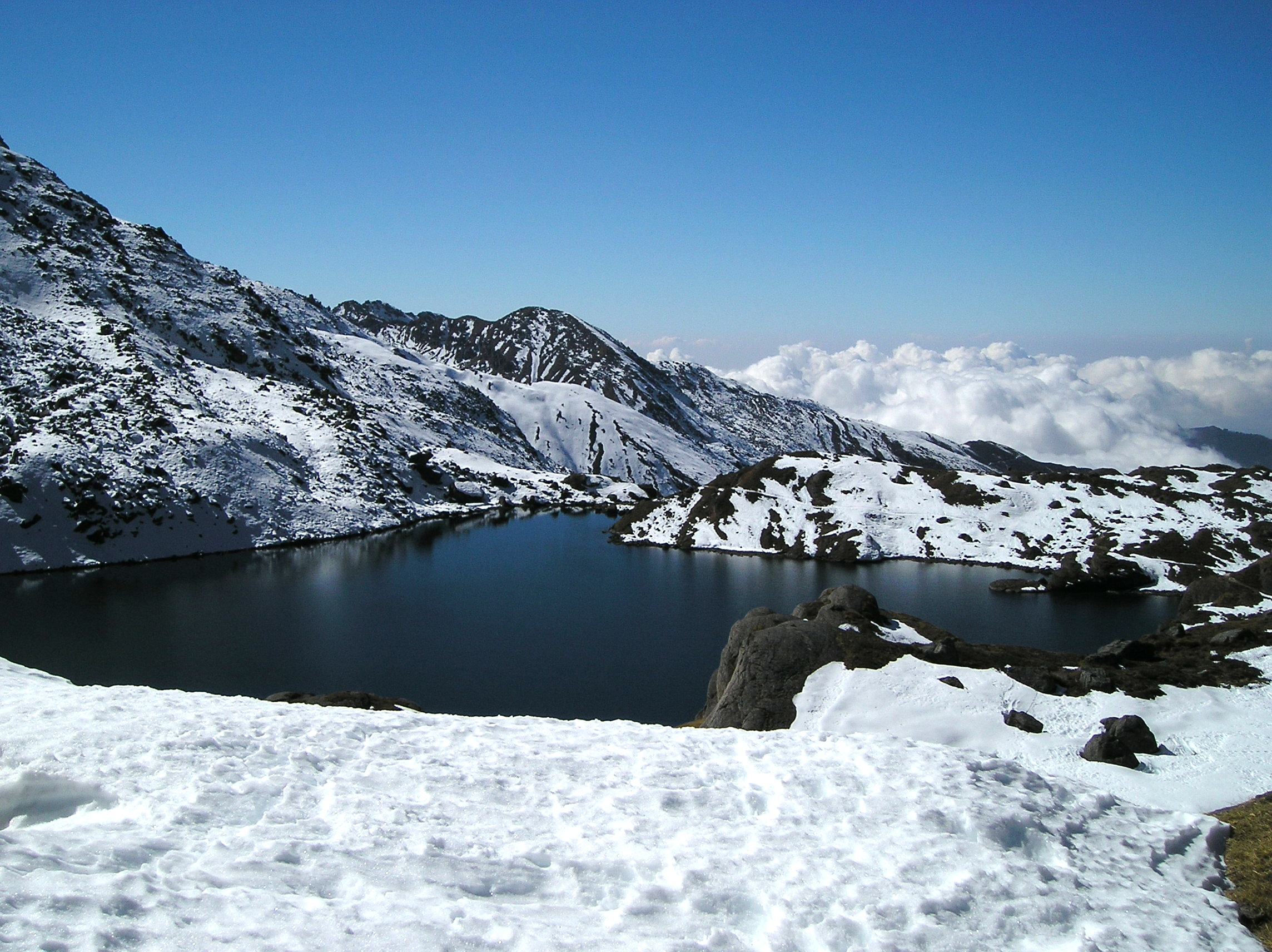
Lago Gosaikunda ghiacciato
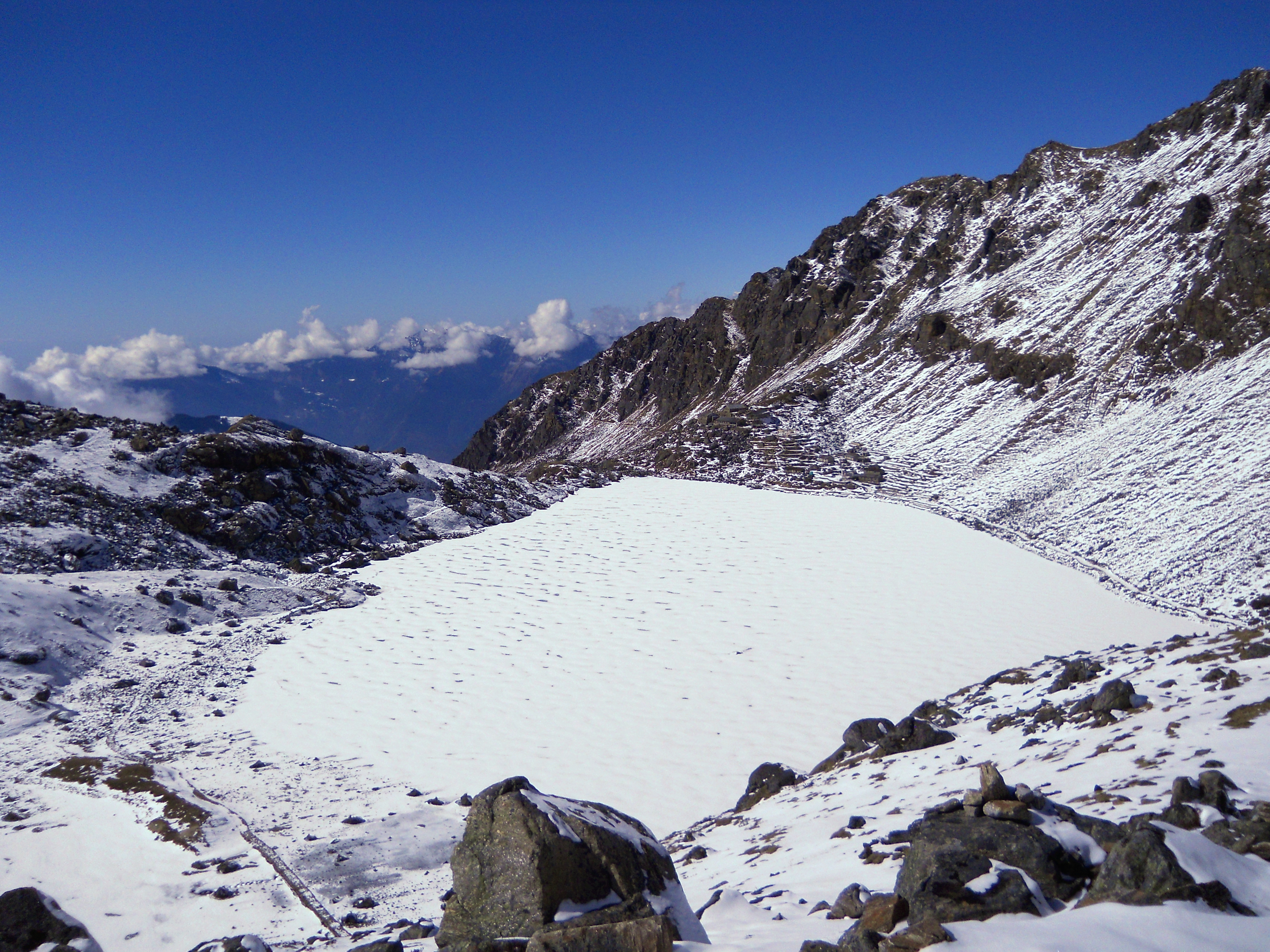
Lagon Gosaikunda ghiacciato
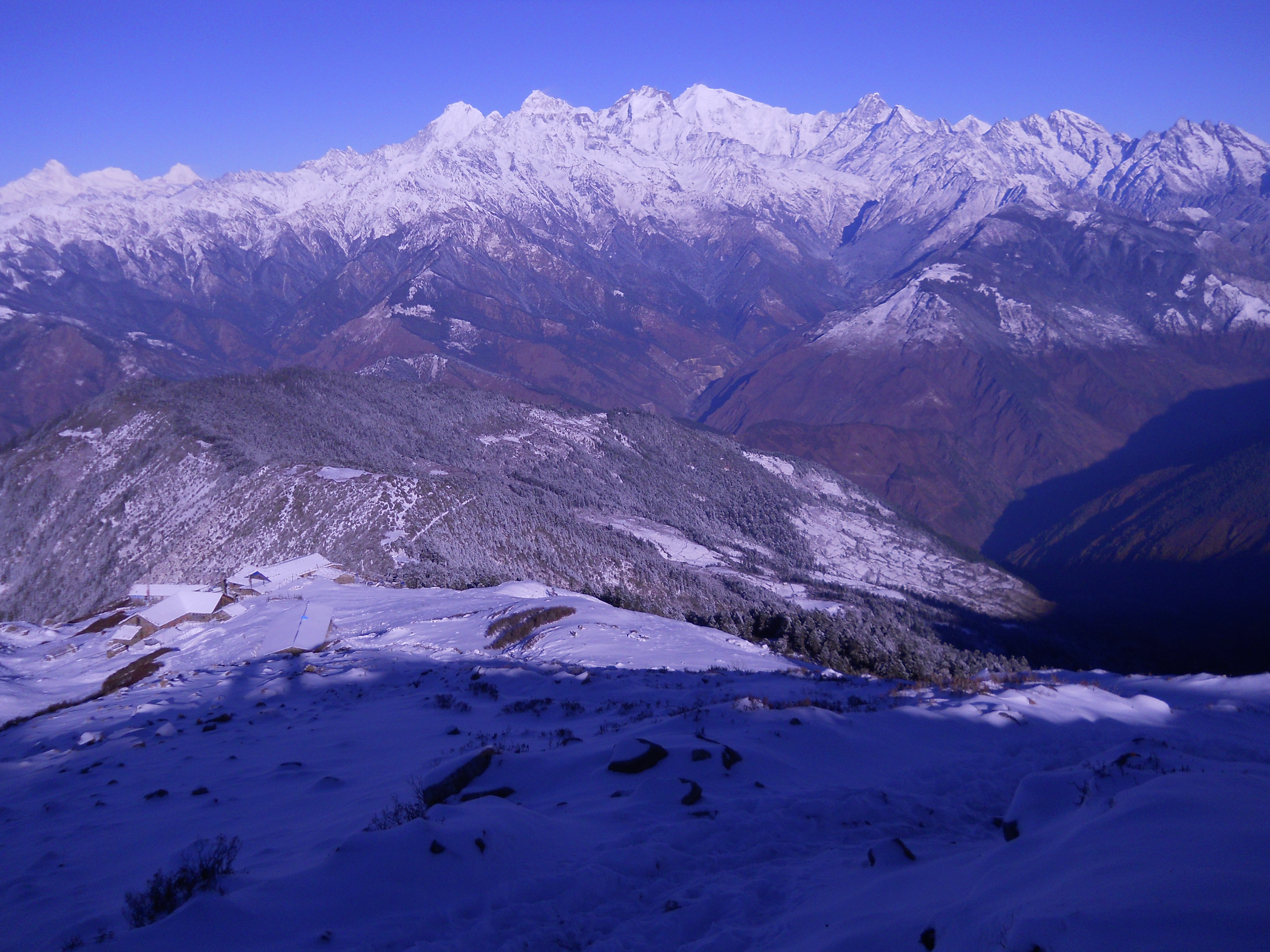
Laurebinayak
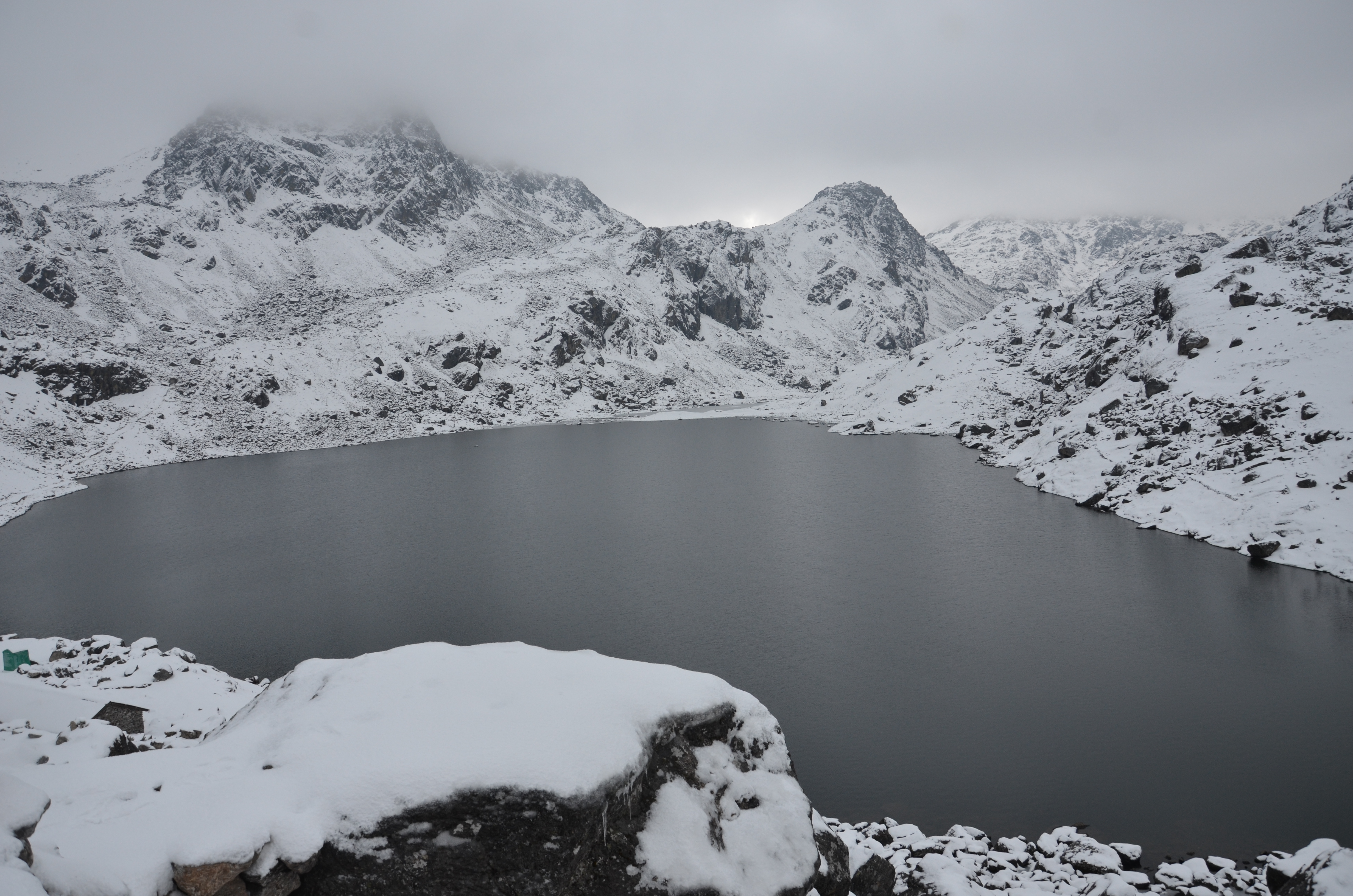
Lago Gosainkunda
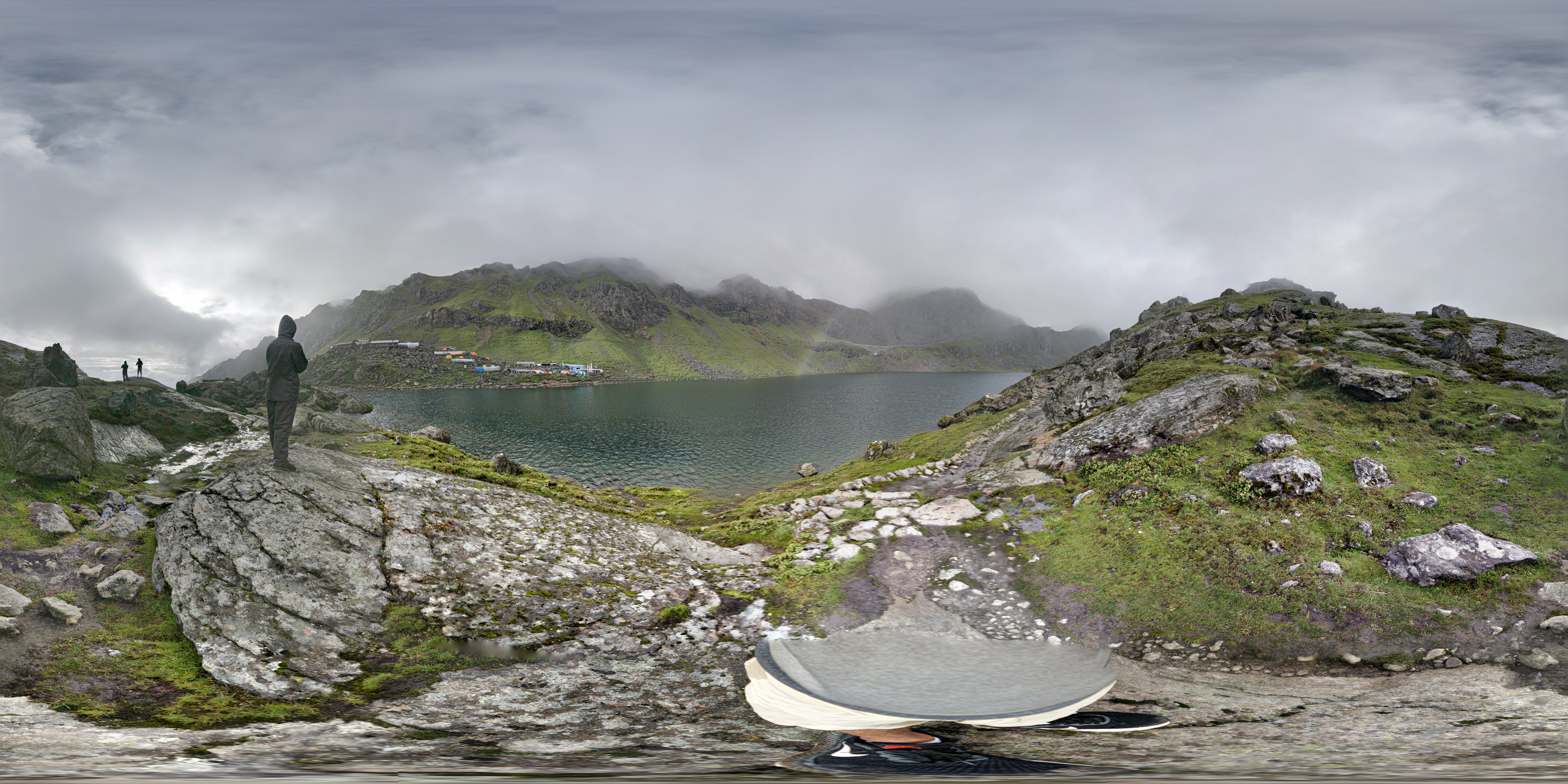
Vista a 360 gradi del lago Gosaikunda